# Узината
Узината́ (каз. Ұзыната) — село у складі Шардаринського району Туркестанської області Казахстану. Адміністративний центр та єдиний населений пункт Узинатинського сільського округу.
У радянські часи село називалось Комсомольський.
Населення — 5125 осіб (2021; 4243 у 2009, 3528 у 1999, 2930 у 1989).